# Veskimäe (Abja)
Veskimäe – wieś w Estonii, w prowincji Viljandi, w gminie Mulgi.